# Emelié Sterner
Emelié Sterner, född 14 september 1986 i Umeå, är en svensk konstnär som arbetar med performance, installation och scenkonst.
Sterner är utbildad i Fri Konst vid Akademin Valand där hon avlade examen 2022. Är idag främst verksam inom fri konst och tvärkonstnärlig praktik med bas i Göteborg.  
Som tidigare verksam skådespelare har Sterner synts på den fria teaterscenen, däribland i sceniska verk av Skuggteatern,Teater Nu och Teater Sesam. Mellan 2012 och 2016 drev hon det Göteborgsbaserade scenkonstkollektivet Anstalten som bland annat satte upp den uppmärksammade föreställningen Diagnos:Baby i regi av teaterregissören Johan Paus.  Sterner har även verkat inom film och TV i både svenska och norska produktioner. I Vår tid är Nu säsong 3 medverkade hon i rollen som dottern Hilma till Gustaf Löwander.

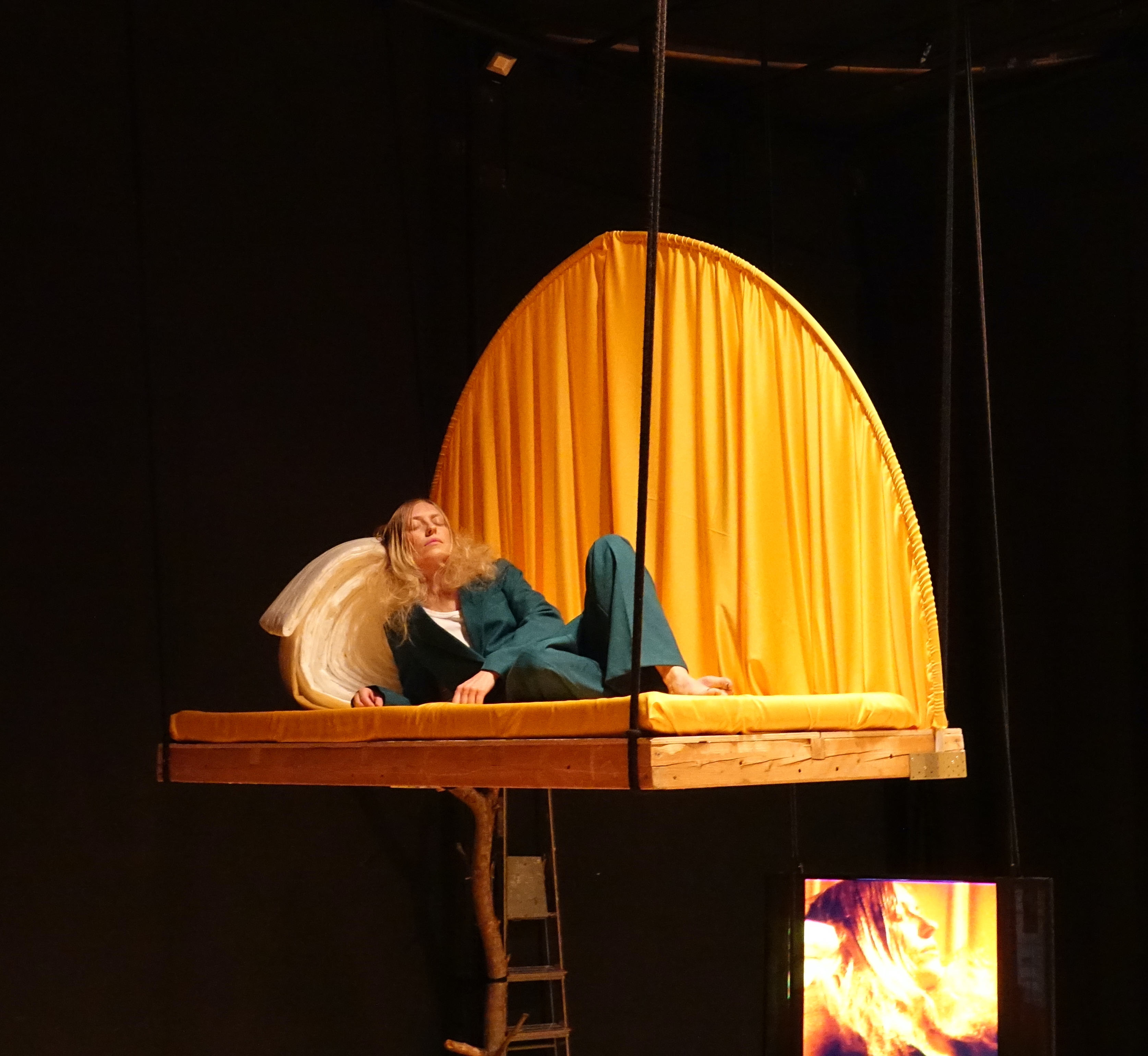
Emelie Sterner på scen i hennes performanceverk Äkta Gul på Atalante i Göteborg 2022.

Sommaren 2023 var Sterner en av konstnärerna i arbetsgruppen som drev det omtalade allkonstverket Drömmarnas Monument. Utöver sin roll som konstnär i projektet var hon programansvarig för det tre månader långa omfattande programmet. 